# Axis (geslacht)
Axis is een geslacht van zoogdieren uit de  familie van de hertachtigen (Cervidae). De wetenschappelijke naam van het geslacht werd in 1827 gepubliceerd door Charles Hamilton Smith.

## Soorten
Er worden vier soorten in dit geslacht geplaatst:
- Axis axis (Erxleben, 1777)  – Axishert
- Axis calamianensis  (Heude, 1888)  – Calamianenhert
- Axis kuhlii (Müller, 1840)  – Baweanhert
- Axis porcinus (Zimmermann, 1780) – Zwijns- of varkenshert